# Pseudoleskea obtusiuscula
Pseudoleskea obtusiuscula är en bladmossart som beskrevs av Ferdinand François Gabriel Renauld och Jules Cardot 1909. Pseudoleskea obtusiuscula ingår i släktet Pseudoleskea och familjen Leskeaceae. Inga underarter finns listade i Catalogue of Life.